# 小南星
小南星（学名：Arisaema parvum）是天南星科天南星属的植物，是中国的特有植物。分布于中国大陆的西藏、云南、四川等地，生长于海拔3,000米至3,600米的地区，多生于高山草地，目前尚未由人工引种栽培。